# Dżajanegara
Dżajanegara (także Kala Gemet) (ur. 1294 zm. 1328) – drugi monarcha imperium Majapahit od 1309 do śmierci w 1328.
Dżajanegara był następcą i jedynym synem Radena Wijaya, założyciela Majapahit. Informacje o nim pochodzą z kilku źródeł, w tym z Pararatonu i Negarakertagamy. Za jego rządów spory wpływ na rządy uzyskał Gajah Mada.

## Życiorys
Według Pararatonu, Dżajanegara był synem Radena Wijaya i Dary Petak. Miał dwie przyrodnie siostry: Tribhuwanę Widżajatunggadewi i Rajadewi Maharajasę. Jego kuzynem był Aditjawarman, założyciel królestwa Pagarujung. 
Panowanie Dżajanegary było trudne i musiał on stłumić wiele buntów. Do najgroźniejszych pretendentów do władzy należał Kuti, który w 1319 roku zdobył nawet Trowulan, stolicę państwa, którą zdołał odzyskać jednak Gajah Mada, który dzięki temu uzyskał znaczny wpływ na politykę państwa. Wcześniej Dżajanegara stłumił bunty w 1309, 1311 i 1316 roku.
Według tradycji Dżajanegara był władcą niemoralnym oraz rozwiązłym i chciał wziąć swoje siostry za żony. Niechęć do niego w literaturze i tradycji jawajskiej była zapewne spowodowana jego malajskimi korzeniami.
Wysłał emisariuszy do Chin w 1325 i 1328. Za jego panowania franciszkanin Odoryk de Porderone dotarł na Sumatrę i Jawę.
W 1328 roku Dżajanegara został zamordowany (pchnięty nożem w plecy) przez swojego lekarza Tancę operacji. Istnieją przypuszczenia, iż za zabójstwem stał Gajah Mada. Po jego śmierci na tron wstąpiła jego siostra Tribhuwana Widżajatunggadewi.